# Slaget vid Ferrybridge
Slaget vid Ferrybridge, som ägde rum 28 mars 1461, var en mindre sammandrabbning mellan husen York och Lancaster före det större Slaget vid Towton, under den period känd som Rosornas krig.
Efter att ha utropat sig till kung samlade Edvard IV en stor styrka och marscherade norrut mot den lancastriska lägret bortom Airefloden i Yorkshire. 
27 mars korsade earlen av Warwick (som ledde förtrupperna) floden vid Ferrybridge, genom att lägga plankor för att överbrygga gliporna, då lancastrarna dessförinnan hade förstört bron. Han förlorade många män, både i det isande vintervattnet och på grund av de skurar av pilar som kom från en liten men bestämd lancastrisk styrka på andra sidan floden. Efter att man lyckats ta sig över lät Warwick reparera bron medan man anlade ett läger på flodens norra sida. 
Tidigt nästa morgon anfölls yorkisterna av en stor trupp lancastrare under ledning av Sir John Clifford och  John, Lord Neville (Warwicks släkting).  Warwicks styrkor, som blev överraskade och förvirrade, led stora förluster. Warwicks andreman i lägret Lord FitzWalter blev dödligt sårad då han försökte samla ihop sina män (han avled en vecka senare). Bastarden från Salisbury, Warwicks halvbror, dödades och i reträtten sårades även earlen av Warwick själv av en pil i benet. Jean de Waurin uppger att nära 3000 man omkom i striderna.
Efter slaget anlände Edvard med sin huvudarmé och fann bron i ruiner. Warwick sände sin farbror Lord Fauconberg tillsammans med det yorkistiska kavalleriet uppströms och över ett vadställe för förfölja Lord Clifford. Fauconberg kom ikapp Lord Clifford, och besegrades efter en våldsam strid. Clifford dödades av en pil i strupen, efter att ha avlägsnat den del av rustningen som skyddade den delen av hans kropp. 